# Bure (Zwitserland)
Bure is een gemeente en plaats in het Zwitserse kanton Jura, en maakt deel uit van het district Porrentruy.
Bure telt 685 inwoners.